# Sr Blanc

Sr Blanc es una película del género comedia-thriller estrenada en su versión original el 18 de agosto de 2012 dirigida por Matías Carelli. Esta película fue proyectada en el Festival de Cine Inusual de Buenos Aires, el Festival Iberoamericano de Cine Digital de Lima, Perú, el 12.º mercado de Cine de Iberoamericano de Guadalajara, México, en el Festival "El Limay" de Santa Rosa, La Pampa en Argentina y en el Maché Du Film de Cannes 2014.

## Trama
Un hombre es confundido e ingresa en una particular historia de intrigas y espionaje. Envuelto en disparatadas situaciones intentará recuperar su vida normal.

## Producción
Sr. Blanc fue realizada por Cine con Vecinos Esquel y la productora Project Pilquiman. En la película participaron más de 120 vecinos de las ciudades de Esquel y de Trevelin, constituyéndose así en la primera película realizada íntegramente en la región con artistas locales. La versión original de la película se estrenó en 2012. Existió además una versión "especial" que consistía en una versión recortada de la primera. Finalmente el 22 de febrero de 2013 se estrenó la versión final, que consistía en una reedición y remasterización de la película.

## Reconocimientos
En el año 2013, en el marco del Festival de Cine Inusual, Sr. Blanc ganó en la categoría mejor actor, por el protagónico de Fabián Terrone.
En el mismo año, la película fue declarada de interés municipal por los concejos deliberantes de las ciudades de Esquel y de Trevelin.
En 2014 fue incluida en el catálogo de cine argentino que elabora el INCAA.